# Manuel Delgado Ruiz
Manuel Delgado Ruiz   (Barcelona, 1956) és un antropòleg i catedràtic universitari espanyol. Llicenciat en Història de l'art i doctor en Antropologia Social per la Universitat de Barcelona. Ha treballat especialment entorn la violència religiosa i la construcció de l'etnicitat i les estratègies d'exclusió en marcs urbans. Alhora, s'ha interessat per les representacions culturals a la ciutat i les noves formes de culte al món contemporani. Va ser membre de la Comissió d'Estudi sobre la Immigració del Parlament de Catalunya. Forma part del Consell Assessor per la Diversitat Religiosa de la Generalitat de Catalunya.

## Biografia
Va cursar estudis de tercer cicle a la Section de Sciences Réligieuses de l'École Pratique des Hautes Études (Sorbona de París). Des de 1986 imparteix classe d'etnologia religiosa i antropologia urbana en el Departament d'Antropologia Social de la Universitat de Barcelona. És director del GRECS (Grup de Recerca en Exclusió i Control Socials) de la Universitat de Barcelona i membre del OACU (Observatori d'Antropologia del Conflicte Urbà) i l'ICA (Institut Català d'Antropologia), on coordina el seu grup de recerca CPC, Cultura Popular i Conflicte A més, és docent en el Màster d'Antropologia i Etnografia de la Universitat de Barcelona.
Delgado ha publicat llibres d'antropologia, la temàtica dels quals ha girat al voltant de la violència ritual i la festa, l'anticlericalisme, la persecució dels immigrants per l'administració pública i les apropiacions socials de l'espai urbà.
És director de la col·lecció «Biblioteca del Ciudadano» de l'Editorial Bellaterra i de la col·lecció «Breus clàssics de l'antropologia», de l'Editorial Icària, col·lecció que recull obres de Michel Leiris, Marcel Mauss, Bronislaw Malinowski, Franz Boas i Maurice Lienhardt, entre d'altres. És membre dels comitès editorials de revistes com Quaderns de l'ICA, Reflexiones, Scripta Nova, Dissidences Hispanic Journal of Theory and Criticism i de la Revista de Antropología Experimental que dirigeix José Luis Anta Félez des de la Universitat de Jaén. Ha estat professor convidat a universitats estrangeres, com ara a la Sophia University (Jochi Daigaku) de Tokio, la Universitá degli Studi di Roma "La Sapienza"; la Queen Mary University of London; la Universidad Pontifícia Católica de São Paulo; la University of Columbia, Nueva York; la Université de Paris X, Nanterre i la Universidad de Buenos Aires, entre d'altres.
L'any 1999 va guanyar el XXVII Premi Anagrama d'Assaig per El animal público. Col·labora en alguns mitjans de comunicació, com Crític i el semanari. La Realitat, òrgan d'expressió de Comunistes de Catalunya.
Des de fa anys, escriu i comparteix fragments de les seves publicacions a un blog personal sota el nom de El Cor de les Aparences. Les temàtiques dels seus textos a la pàgina són variades i es relacionen amb els seus treballs, com ara sobre l'antropologia urbana, l'antropologia religiosa, l'antifranquisme o el racisme.

## Activisme i militància política
Manuel Delgado ha estat detingut diverses vegades per la seva militància política i com activista social. Durant el final del franquisme, va ser empresonat durant tres mesos a disposició militar a la presó Model de Barcelona, després de ser apallissat. La seva darrera detenció va ser el 2007 en el decurs d'una protesta contra l'especulació immobiliària. És membre de l'Associació Catalana d'Ex Presos Polítics del Franquisme.
Militant i membre del Comitè Central de Comunistes de Catalunya, va participar en un lloc simbòlic i sense deixar el seu partit a la llista de la Candidatura d'Unitat Popular - Crida Constituent el 2015.

## Obra
- De la muerte de un dios: La fiesta de los toros en el universo simbólico de la cultura popular. Bellaterra, 2014, ISBN 978-84-7290-649-5 (prèviament editat per Editorial Península l'any 1986). ISBN 84-297-2457-5
- La magia: La realidad encantada. Ed. Montesinos, 1992. ISBN 84-7639-138-2
- La festa a Catalunya, avui. Ed. Barcanova, 1992. ISBN 84-7533-747-3
- Las palabras de otro hombre: Anticlericalismo y misoginia. Ed. Muchnik, 1993. ISBN 84-7669-181-5
- Antropologia social. Diversos autors. Ed. Proa, 1995. ISBN 84-8256-054-9
- Ciutat i immigració. Centre de Cultura Contemporània de Barcelona, 1997. ISBN 84-88811-29-2
- Diversitat i integració: Lògica i dinàmica de les identitats a Catalunya. Ed. Empúries, 1998. ISBN 84-7596-571-7
- El animal público. Hacia una antropología de los espacios urbanos. Ed. Anagrama, 1999. ISBN 84-339-0580-5
- Ciudad líquida, ciudad interrumpida. Universidad de Antioquía, 1999. ISBN 958-655-332-9
- Luces iconoclastas: Anticlericalismo, espacio y ritual en la España contemporanea. Ed. Ariel, 2001. ISBN 84-344-2215-8
- Inmigración y cultura. Centre de Cultura Contemporània, 2003. ISBN 84-96103-35-8
- Disoluciones urbanas. Procesos identitarios y espacio público. Universidad de Antioquía. ISBN 958-655-619-0
- Elogi del vianant: Del model Barcelona a la Barcelona real. Edicions de 1984, 2005. ISBN 84-96061-45-0
- Sociedades movedizas. Ed. Anagrama, 2007. ISBN 978-84-339-6251-5
- La ciudad mentirosa. Fraude y miseria del ‘Modelo Barcelona'. Ed. Catarata, 2007 ISBN 978-84-8319-320-4
- Pensar por pensar. Amb Manuel Cruz, Ed. Aguilar, 2008. ISBN 978-84-03-09857-2
- El espacio público como ideología. Ed. Catarata, 2011. ISBN 978-84-8319-595-6
- Lluites secretes. La cultura de la clandestinitat a Catalunya, Amb Gerard Horta. Universitat de Barcelona, 2012 ISBN 978-84-475-3559-0
- La ira sagrada. Anticlericalismo, iconoclastia y antirritualismo en la España contemporánea. Ed. RBA, 2012. ISBN 978-84-9006-286-9 (prèviament editat per l'Editorial Humanidades l'any 1992).
- Ciudadanismo. La reforma ética y estética del capitalismo. Ed. Catarata. 2016. ISBN 978-84-9097-212-0[17]
- Márgenes y umbrales. Revuelta y desorden en la colonización capitalista del espacio. Amb Núria Benach. Virus Editorial, 2022. {{ISBN 978-84-17-87017-1}}